# Củ mài
Củ mài, Củ chụp hay khoai mài, hoài sơn (danh pháp hai phần: Dioscorea hamiltonii) là loài thực vật thuộc họ Củ nâu (Dioscoreaceae). Loài này được Hook.f. mô tả khoa học đầu tiên năm 1892. Chúng được tìm thấy nhiều ở vùng Nam Trung Quốc, Đài Loan, Thái Lan, Việt Nam, Myanmar và cả ở vùng Himalayas (gồm Nepal, Sikkim, Bhutan, Assam).

## Công dụng
Rễ củ chứa nhiều hạt tinh bột, rễ là một vị thuốc trong đông y. Trị kém ăn, tiêu chảy lâu ngày, phế hư, ho suyễn, di tinh, đới hạ, tiêu khát. Củ mài cũng là một loại lương thực dùng để chống đói trong lúc hạn hán, đói kém hoặc một loại thuốc (Đông y gọi là Hoài sơn) giúp làm giảm sự thèm ăn bột đường cho người bệnh tiểu đường; nguyên do là củ mài có hàm lượng tinh bột rất cao (gần bằng gạo) và chứa protein mucin có tác dụng thủy phân tinh bột thành đường. Hiện nay, cơ sở vật chất công nghiệp có khả năng sử dụng men mucin ở nhiệt độ dưới 55 độ bách phân (giới hạn tồn tại của men) để sản xuất dạng bánh dùng cho người bệnh tiểu đường mà không cần chế biến. Người dùng có thể tự chế biến loại bánh này bằng cách rang khô bột củ mài tán mịn và ăn kèm với nước sắc của cỏ ngọt (Stevia rebaudiana).
Đồng thời, trên thị trường cũng tồn tại nhiều loại củ mài giả, được làm từ củ sắn non. Điểm khác nhau giữa củ mài thật và giả là củ mài thật (già hay non) đều không có xơ, trong khi đó củ sắn thì có xơ.